# Barusiban
Barusiban (INN) (tên mã FE-200440) là một loại thuốc không chứa peptide, là một trong những thuốc đối vận thụ thể oxytocin mạnh và chọn lọc nhất được biết đến. Nó đã được thử nghiệm bởi Ferring Pharmaceuticals như là một điều trị chuyển dạ sinh non nhưng không chứng minh được hiệu quả và không được theo đuổi thêm nữa.